# Anthrax (punkegyüttes)
Az Anthrax egy brit anarchopunk-együttes, melyet 1980-ban Gravesendben alapítottak. Első kislemezüket 1981-ben rögzítették. Később két középlemezt adtak ki a Crass Recordsnál és a Small wondernél. Szerepeltek a Cerass Records, a Mortarhate Records és a Fightback Records válogatásalbumain is. Az Egyesült Királyságon kívül két turnéjuk volt, mindkettő Hollandiában a holland The Ex együttessel.
2007-ben a csapat elkészített egy válogatásalbumot, melyet One Last Drop címen adtak ki, amelyen a két kislemez, a két középlemez, a Mortarhate válogatása és két koncertfelvétel hallható.

## Felállás
- vokálok: Oscar
- basszus: Gareth
- gitár: Gee
- ritmusgitár: Sean
- basszus: Lawrence

## Diszkográfia

### Kislemezek
- 81 Demo
- Capitalism Gives Opportunites in Life, Anarchy Gives Life

### Középlemezek
- They've Got it All Wrong (Small Wonder Records, 1982)
- Capitalism is Cannibalism (Crass Records, 1982)

### Válogatásalbumokon
- All the Wars, a Bullshit Detector Volume 2-n (Crass Records, 1982)
- It'll Be Alright a Night, a Who? What? Why? Where? When?-en (Mortarhate Records, 1983)
- Violence Is Violence 82, a We Don't Want Your Fucking War!-on (Fightback Records, 1984)

### Újrakiadások
- Capitalism is Cannibalism… Violence is Violence, az A Sides. Part Two. 1982-1985-on (Crass Records 1985)
- It'll Be Alright on the Night, a We Won't Take No More-on (Go Kart Records, 2001)
- It'll Be Alright on the Night, a Who? What? Why? Where? When?-en (Mortarhate Records, 2003)
- Violence Is Violence 82, a We Don't Want Your Fucking War!-on (Mortarhate Records, 2006)
- One Last Drop (Happy Release Records, 2007)